# Резниченко, Виктор Станиславович
Резниченко Виктор Станиславович (род. 31 августа 1951, Советск, Калининградская область, СССР) — советский и российский учёный в области организации и управления капитальным строительством, доктор технических наук (1992), профессор (1998), советник РААСН (с 2004), действительный член (академик) РИА (с 2001), действительный член (академик) МАИЭС (с 2001), заслуженный инженер России (2005).

## Биография
Виктор Станиславович Резниченко родился 31 августа 1951 г. в Советске Калининградской области, СССР.
В 1968 году окончил среднюю школу в военном гарнизоне посёлка Выползово Бологовского района Калининской области.
В 1973 году окончил с красным дипломом Ленинградское Высшее Военное Инженерно-Техническое Краснознаменное Училище (ВВИТКУ) по специальности «военный инженер-строитель».
По распределению работал на строительстве объектов Минобороны СССР. Затем работал в ВВИТКУ на должностях: преподаватель (1976—1981), старший преподаватель (1981—1985), доцент (1985—1987) кафедры «Организация, управление и экономика капитального строительства».
В 1980 году защитил кандидатскую диссертацию на тему «Метод оптимизации формирования производственных программ военно-строительных организаций».
В 1978 году повысил свою квалификацию по специальности «Экономико-математические методы и АСУ» в Ленинградском институте.
1987—1997 — работал начальником отдела в 26 ЦНИИ Минобороны СССР в Москве.
В 1992 году защитил докторскую диссертацию в МИСИ-МГСУ на тему «Методология и информационная технология управления проектами в строительстве».
В 1994 году повысил свою квалификацию по программе Всемирного банка по специальности «Управление проектами».
В 1997 году завершил военную службу в звании полковника.
1998—2000 — работал заместителем генерального директора крупной научно-проектной и строительной организации «НГС-оргпроектэкономика»
2005—2010 — профессор МИСИ-МГСУ по кафедре «Организация строительства и управление недвижимостью» и профессор Государственного университета нефти и газа имени И. М. Губкина по кафедре «Производственный менеджмент».
2010—2012 — Вице Президент РИА.
С 2010 года работает ведущим лектором курсов повышения квалификации Российского Государственного университета нефти и газа имени И. М. Губкина (РГУНГ).
С 1994 занимает должность заместителя академика-секретаря Автономной некоммерческой организации (АНО) секции «Строительство» в Российской Инженерной Академии.

## Научная деятельность
Виктор Станиславович Резниченко — автор 17 книг (8 из которых изданы в виде справочных пособий для специалистов), а также более 350 опубликованных научных работ по проблемам организации и управления капитальным строительством, ценообразования и оценки стоимости инвестиционно-строительных проектов и программ, создания интегрированных информационных технологий управления проектами и предприятиями в строительстве.
В работах Виктора Станиславовича Резниченко обоснована теория и методология моделирования управления инвестиционно-строительными проектами производственного назначения, созданы имитационные системы и модели искусственного интеллекта для повышения эффективности проектирования, организации и управления строительством, разработаны методики и прикладные программные комплексы.
Подготовил более 60 методических рекомендаций, методик и прикладных программных комплексов в области управления и ценообразования в строительстве.
Научные статьи Виктора Резниченко публиковались в научных и научно-производственных журналах: «Промышленное и гражданское строительство», «Экономика строительства», «На стройках России», а также сборниках научных трудов и конференций РАН, РААСН, РИА.
Виктор Резниченко входил в редакционный совет журналов: «Экономика строительства» и «Интеграл».
В 2002 году создал научную школу «Методология и информационные технологии управления проектами в строительстве».
Подготовил 5 докторов и более 20 кандидатов наук (в том числе иностранных). В течение 15 лет член диссертационного совета по присуждению ученых степеней высшей квалификации в Московском государственном строительном университете.

#### Справочные пособия
- «Система управления разработкой и реализацией инвестиционных проектов и программ в корпорации и её дочерних обществах», второе издание (2015)
- «Определение сметной стоимости крупномасштабных строек на всех стадиях инвестиционного процесса» (2012)
- «Временные здания и сооружения при реализации крупномасштабных инвестиционных проектов» (2011)
- «Система управления разработкой и реализацией инвестиционных проектов и программ в корпорации и её дочерних обществах» (2008)
- «Система удельных показателей в расчётах стоимости и планировании капитального строительства» (2006)
- «Системные подходы к определению цен и управление стоимостью в строительстве», первое и второе издания (2004 и 2005)
- «Управление проектами и предприятиями в строительстве» (2001)

#### Соавтор книг
- "Энциклопедический словарь «Системотехника строительства» первое и второе издание (1999, 2004)
- «Системотехника» (2002), в соавторстве со своим учителем доктором технических наук, профессором А. А. Гусаковым
- «Энциклопедия: строительное производство» (1995)
- «Технико-экономическое планирование деятельности строительно-монтажных организаций» (1994), в соавторстве со своим учителем доктором технических наук, профессором Л. С. Андреевым

## Семья и хобби
В браке с Резниченко Галиной Васильевной (с 1974), 2 дочери Наталья (1974) и Евгения (1988).
Виктор Станиславович Резниченко увлекается коллекционирование миниатюрных скульптур великих исторических личностей мира от античности до современности по всем областям знаний и искусства (кроме спорта).

## Награды
- Заслуженный инженер России (2005), звание присвоено РИА с награждением золотым знаком
- Золотая медаль «XV лет Российской инженерной академии» (2005)